# Liste de sondages sur les élections régionales françaises de 2021
Cet article reprend les sondages portant sur les intentions de vote aux élections régionales françaises de 2021.
Les données indiquant une qualification pour le second tour sont mises en gras, celles indiquant une majorité absolue du nombre de sièges à la fin du tour sont mises en gras et italique.

## National

### Premier tour
| Sondeur            | Date                  | Panel | LO | LFI | UG | EELV | PS-PCF | DVG | LREM-MoDem | LR-SL-LC | DLF | RN-LDP | Autre |
| ------------------ | --------------------- | ----- | -- | --- | -- | ---- | ------ | --- | ---------- | -------- | --- | ------ | ----- |
| Sondeur            | Date                  | Panel |    |     |    |      |        |     |            |          |     |        |       |
| Harris Interactive | 14 au 16 juin 2021    | 2 113 | 2  | 6   | 7  | 7    | 11     | 1   | 15         | 24       | 2   | 24     | 1     |
| OpinionWay         | 9 au 14 juin 2021     | 5 030 | 2  | 6   | -  | 12   | 12     | -   | 12         | 28       | 1   | 25     | 2     |
| OpinionWay         | 19 au 25 mai 2021     | 5 017 | 2  | 6   | -  | 12   | 11     | -   | 13         | 27       | 1   | 26     | 2     |
| OpinionWay         | 22 au 28 avril 2021   | 5 000 | 2  | 6   | -  | 12   | 13     | -   | 15         | 24       | 2   | 22     | 4     |
| OpinionWay         | 16 au 22 mars 2021    | 5 049 | 2  | 7   | -  | 13   | 12     | -   | 16         | 23       | 3   | 21     | 3     |
| OpinionWay         | 17 au 22 février 2021 | 5 017 | 1  | 7   | -  | 12   | 13     | -   | 17         | 23       | 3   | 20     | 4     |
| OpinionWay         | 22 au 26 janvier 2021 | 5 073 | 1  | 7   | -  | 12   | 12     | -   | 18         | 22       | 3   | 22     | 3     |

## Auvergne-Rhône-Alpes

### Premier tour
| Sondeur    | Date                    | Panel | DIV  | LO    | PCF-LFI   | EELV    | PS       | UDMF  | MR-LREM | LR-UDI   | PL-RN   |
| Sondeur    | Date                    | Panel | Gill | Gomez | Cukierman | Grébert | Belkacem | Omeir | Bonnell | Wauquiez | Kotarac |
| ---------- | ----------------------- | ----- | ---- | ----- | --------- | ------- | -------- | ----- | ------- | -------- | ------- |
| Sondeur    | Date                    | Panel |      |       |           |         |          |       |         |          |         |
| OpinionWay | 11 au 13 juin 2021      | 1 000 | <1   | 1     | 6         | 11      | 10       | <1    | 15      | 35       | 22      |
| OpinionWay | 4 au 7 juin 2021        | 1 019 | <1   | 1     | 7         | 13      | 10       | <1    | 14      | 33       | 22      |
| Ipsos      | 3 au 7 juin 2021        | 1 001 | 0,5  | 2     | 5         | 11      | 12       | 0,5   | 14      | 33       | 22      |
| Ifop       | 31 mai au 4 juin 2021   | 992   | 0    | 1,5   | 6         | 11      | 11       | 0,5   | 13      | 35       | 22      |
| OpinionWay | 28 mai au 1er juin 2021 | 1 068 | <1   | 2     | 6         | 12      | 9        | 1     | 14      | 34       | 22      |

### Second tour

#### Listes déposées
| Sondeur    | Date               | Panel | Aucun | EELV-PS- PCF-LFI | LR-UDI   | PL-RN   |
| Sondeur    | Date               | Panel |       | Grébert          | Wauquiez | Kotarac |
| ---------- | ------------------ | ----- | ----- | ---------------- | -------- | ------- |
| Sondeur    | Date               | Panel |       |                  |          |         |
| OpinionWay | 22 au 23 juin 2021 | 1 019 | 27    | 29               | 58       | 13      |

#### Autres hypothèses
| Sondeur                             | Date                        | Panel | LFI                      | PCF                      | EELV                     | EELV                     | PS                       | PS                       | LREM-MR | LREM-MR  | LREM-MR | LR-UDI   | PL-RN  | PL-RN   |
| Sondeur                             | Date                        | Panel | Aubin                    | Cukierman                | Kohlass                  | Grébert                  | Debat                    | Belkacem                 | Véran   | Lavergne | Bonnell | Wauquiez | Boudot | Kotarac |
| ----------------------------------- | --------------------------- | ----- | ------------------------ | ------------------------ | ------------------------ | ------------------------ | ------------------------ | ------------------------ | ------- | -------- | ------- | -------- | ------ | ------- |
| Sondeur                             | Date                        | Panel |                          |                          |                          |                          |                          |                          |         |          |         |          |        |         |
| OpinionWay                          | 11 au 13 juin 2021          | 1 000 | 22 (Grébert)             | 22 (Grébert)             | 22 (Grébert)             | 22 (Grébert)             | 22 (Grébert)             | 22 (Grébert)             | —       | —        | 16      | 40       | —      | 22      |
| OpinionWay                          | 11 au 13 juin 2021          | 1 000 | 23 (Belkacem)            | 23 (Belkacem)            | 23 (Belkacem)            | 23 (Belkacem)            | 23 (Belkacem)            | 23 (Belkacem)            | —       | —        | 16      | 39       | —      | 22      |
| OpinionWay                          | 4 au 7 juin 2021            | 1 019 | 24 (Grébert)             | 24 (Grébert)             | 24 (Grébert)             | 24 (Grébert)             | 24 (Grébert)             | 24 (Grébert)             | —       | —        | 15      | 38       | —      | 23      |
| Ipsos                               | 3 au 7 juin 2021            | 1 001 | 22 (Grébert)             | 22 (Grébert)             | 22 (Grébert)             | 22 (Grébert)             | 22 (Grébert)             | 22 (Grébert)             | —       | —        | 18      | 37       | —      | 23      |
| Ipsos                               | 3 au 7 juin 2021            | 1 001 | 24 (Belkacem)            | 24 (Belkacem)            | 24 (Belkacem)            | 24 (Belkacem)            | 24 (Belkacem)            | 24 (Belkacem)            | —       | —        | 16      | 37       | —      | 23      |
| Ifop                                | 31 mai au 4 juin 2021       | 992   | 30 (Grébert ou Belkacem) | 30 (Grébert ou Belkacem) | 30 (Grébert ou Belkacem) | 30 (Grébert ou Belkacem) | 30 (Grébert ou Belkacem) | 30 (Grébert ou Belkacem) | —       | —        | —       | 47       | —      | 23      |
| Ifop                                | 31 mai au 4 juin 2021       | 992   | 26 (Grébert ou Belkacem) | 26 (Grébert ou Belkacem) | 26 (Grébert ou Belkacem) | 26 (Grébert ou Belkacem) | 26 (Grébert ou Belkacem) | 26 (Grébert ou Belkacem) | —       | —        | 15      | 37       | —      | 22      |
| OpinionWay                          | 28 mai au 1er juin 2021     | 1 068 | 23 (Grébert)             | 23 (Grébert)             | 23 (Grébert)             | 23 (Grébert)             | 23 (Grébert)             | 23 (Grébert)             | —       | —        | 15      | 38       | —      | 24      |
| Ifop                                | 17 au 21 mai 2021           | 993   | 31 (Grébert)             | 31 (Grébert)             | 31 (Grébert)             | 31 (Grébert)             | 31 (Grébert)             | 31 (Grébert)             | —       | —        | —       | 38       | —      | 22      |
| Ifop                                | 17 au 21 mai 2021           | 993   | 26 (Grébert)             | 26 (Grébert)             | 26 (Grébert)             | 26 (Grébert)             | 26 (Grébert)             | 26 (Grébert)             | —       | —        | 15      | 47       | —      | 21      |
| Ifop                                | 17 au 21 mai 2021           | 993   | —                        | —                        | —                        | —                        | —                        | —                        | —       | —        | —       | 71       | —      | 29      |
| Ipsos                               | 27 au 29 avril 2021         | 1 000 | 26 (Belkacem)            | 26 (Belkacem)            | 26 (Belkacem)            | 26 (Belkacem)            | 26 (Belkacem)            | 26 (Belkacem)            | —       | —        | 20      | 34       | —      | 20      |
| Ipsos                               | 27 au 29 avril 2021         | 1 000 | 27 (Grébert)             | 27 (Grébert)             | 27 (Grébert)             | 27 (Grébert)             | 27 (Grébert)             | 27 (Grébert)             | —       | —        | 19      | 34       | —      | 20      |
| OpinionWay (pour La Droite sociale) | 17 au 22 mars 2021          | 1 095 | 27 (Belkacem)            | 27 (Belkacem)            | 27 (Belkacem)            | 27 (Belkacem)            | 27 (Belkacem)            | 27 (Belkacem)            | —       | —        | 16      | 35       | —      | 22      |
| Ifop                                | 16 au 23 novembre 2020      | 897   | —                        | 32 (Grébert)             | 32 (Grébert)             | 32 (Grébert)             | 32 (Grébert)             | 32 (Grébert)             | —       | —        | —       | 43       | —      | 25      |
| Ifop                                | 16 au 23 novembre 2020      | 897   | —                        | 26 (Grébert)             | 26 (Grébert)             | 26 (Grébert)             | 26 (Grébert)             | 26 (Grébert)             | —       | 15       | —       | 36       | —      | 23      |
| OpinionWay                          | 26 juin au 1er juillet 2020 | 1 036 | 28 (Kohlass)             | 28 (Kohlass)             | 28 (Kohlass)             | 28 (Kohlass)             | 28 (Kohlass)             | —                        | 21      | —        | —       | 33       | 18     | —       |
| OpinionWay                          | 26 juin au 1er juillet 2020 | 1 036 | 28 (Kohlass)             | 28 (Kohlass)             | 28 (Kohlass)             | 28 (Kohlass)             | 28 (Kohlass)             | —                        | 20      | —        | —       | 34       | 18     | —       |
| OpinionWay                          | 26 juin au 1er juillet 2020 | 1 036 | 28 (Kohlass)             | 28 (Kohlass)             | 28 (Kohlass)             | 28 (Kohlass)             | 28 (Kohlass)             | —                        | 20      | —        | —       | 34       | 18     | —       |
| OpinionWay                          | 9 au 15 avril 2019          | 1 009 | 10 (Kotarac)             | 10 (Kotarac)             | 18 (Debat)               | 18 (Debat)               | 18 (Debat)               | —                        | 19      | —        | —       | 35       | 18     | —       |
| OpinionWay                          | 9 au 15 avril 2019          | 1 009 | 12 (Kohlass)             | 12 (Kohlass)             | 12 (Kohlass)             | —                        | 12 (Debat)               | —                        | 20      | —        | —       | 39       | 17     | —       |
| OpinionWay                          | 9 au 15 avril 2019          | 1 009 | 23 (Debat)               | 23 (Debat)               | 23 (Debat)               | 23 (Debat)               | 23 (Debat)               | —                        | 22      | —        | —       | 38       | 17     | —       |

## Bourgogne-Franche-Comté

### Premier tour
| Sondeur        | Date              | Panel | LO     | GRS-LFI | EÉLV  | PS-PCF | LREM    | LR-UDI-DLF | RN    |
| Sondeur        | Date              | Panel | Rocher | Faudot  | Modde | Dufay  | Thuriot | Platret    | Odoul |
| -------------- | ----------------- | ----- | ------ | ------- | ----- | ------ | ------- | ---------- | ----- |
| Sondeur        | Date              | Panel |        |         |       |        |         |            |       |
| Ifop (pour LR) | juin 2021         | 994   | 1      | 5       | 10    | 18     | 15      | 21         | 30    |
| Ipsos          | 3 au 7 juin 2021  | 1 000 | 2      | 4       | 8     | 21     | 16      | 21         | 28    |
| OpinionWay     | 27 au 31 mai 2021 | 1 112 | 1      | 7       | 9     | 19     | 14      | 20         | 30    |

En gras sur fond coloré, la liste arrivée en tête ; en gras, les listes pouvant se qualifier pour le second tour.

### Second tour
| Sondeur        | Date              | Panel | PS-PCF-EELV | LREM    | LR-UDI-DLF | RN    |
| Sondeur        | Date              | Panel | Dufay       | Thuriot | Platret    | Odoul |
| -------------- | ----------------- | ----- | ----------- | ------- | ---------- | ----- |
| Sondeur        | Date              | Panel |             |         |            |       |
| Ifop (pour LR) | juin 2021         | 994   | 27          | 17      | 24         | 32    |
| Ifop (pour LR) | juin 2021         | 994   | 35          | —       | 33         | 32    |
| Ipsos          | 3 au 7 juin 2021  | 1 000 | 32          | 18      | 21         | 29    |
| OpinionWay     | 27 au 31 mai 2021 | 1 112 | 30          | 15      | 23         | 32    |
| OpinionWay     | 27 au 31 mai 2021 | 1 112 | 38          | —       | 28         | 34    |

## Bretagne

### Premier tour
| Sondeur | Date                | Panel | LO    | LFI     | ECO   | EÉLV-UDB          | PS-PCF          | UDMF    | PB     | LREM-UDI | LR           | DLF   | RN       | VPF     | DIV    |
| Sondeur | Date                | Panel | Hamon | Cadalen | Cueff | Desmares-Poirrier | Chesnais-Girard | Elahiar | Martin | Burlot   | Le Callennec | Cabas | Pennelle | Chauvel | Daviet |
| ------- | ------------------- | ----- | ----- | ------- | ----- | ----------------- | --------------- | ------- | ------ | -------- | ------------ | ----- | -------- | ------- | ------ |
| Sondeur | Date                | Panel |       |         |       |                   |                 |         |        |          |              |       |          |         |        |
| Ipsos   | 3 au 7 juin 2021    | 1 000 | 2     | 5       | 4     | 12                | 19              | 0,5     | 0,5    | 19       | 14           | 3     | 20       | 0,5     | 0,5    |
| Odoxa   | 21 au 25 avril 2021 | 1 020 | 3     | 6       | 9     | 11                | 14              | —       | 5      | 18       | 17           | 3     | 14       | —       | —      |

En gras sur fond coloré, la liste arrivée en tête ; en gras, les listes pouvant se qualifier pour le second tour.

### Second tour
| Sondeur | Date                | Panel | EÉLV-UDB             | PS-PCF                         | LREM-UDI                       | LR           | RN       |
| Sondeur | Date                | Panel | Desmares-Poirrier    | Chesnais-Girard                | Burlot                         | Le Callennec | Pennelle |
| ------- | ------------------- | ----- | -------------------- | ------------------------------ | ------------------------------ | ------------ | -------- |
| Sondeur | Date                | Panel |                      |                                |                                |              |          |
| Ipsos   | 3 au 7 juin 2021    | 1 000 | 39 (Chesnais-Girard) | 39 (Chesnais-Girard)           | 21                             | 16           | 24       |
| Ipsos   | 3 au 7 juin 2021    | 1 000 | 21                   | 29 (Chesnais-Girard)           | 29 (Chesnais-Girard)           | 24           | 26       |
| Ipsos   | 3 au 7 juin 2021    | 1 000 | 26                   | 26 (Burlot)                    | 26 (Burlot)                    | 22           | 26       |
| Odoxa   | 21 au 25 avril 2021 | 1 020 | 20                   | 20                             | 22                             | 22           | 16       |
| Odoxa   | 21 au 25 avril 2021 | 1 020 | 33 (Chesnais-Girard) | 33 (Chesnais-Girard)           | 25                             | 24           | 18       |
| Odoxa   | 21 au 25 avril 2021 | 1 020 | 23                   | 33 (Chesnais-Girard et Burlot) | 33 (Chesnais-Girard et Burlot) | 24           | 20       |

## Centre-Val de Loire

### Premier tour
| Sondeur | Date              | Panel | LO      | EÉLV-LFI | PS-PCF  | ECO     | MoDem-LREM | LR-UDI    | RN      |
| Sondeur | Date              | Panel | Megdoud | Fournier | Bonneau | Clément | Fesneau    | Forissier | Nikolic |
| ------- | ----------------- | ----- | ------- | -------- | ------- | ------- | ---------- | --------- | ------- |
| Sondeur | Date              | Panel |         |          |         |         |            |           |         |
| Ipsos   | 3 au 7 juin 2021  | 1000  | 2       | 9        | 21      | 3       | 19         | 18        | 28      |
| Ipsos   | 12 au 15 mai 2021 | 1 000 | 2       | 11       | 19      | 3       | 21         | 16        | 28      |

En gras sur fond coloré, la liste arrivée en tête ; en gras, les listes pouvant se qualifier pour le second tour.

### Second tour
| Sondeur | Date              | Panel | EÉLV-LFI-PS-PCF | EÉLV-LFI-PS-PCF | MoDem-LREM     | LR-UDI         | RN      |
| Sondeur | Date              | Panel | Fournier        | Bonneau         | Fesneau        | Forissier      | Nikolic |
| ------- | ----------------- | ----- | --------------- | --------------- | -------------- | -------------- | ------- |
| Sondeur | Date              | Panel |                 |                 |                |                |         |
| Ipsos   | 3 au 7 juin 2021  | 1 000 | –               | 30              | 22             | 18             | 30      |
| Ipsos   | 3 au 7 juin 2021  | 1 000 | –               | 34              | 33 (Fesneau)   | 33 (Fesneau)   | 33      |
| Ipsos   | 3 au 7 juin 2021  | 1 000 | –               | 35              | 33 (Forissier) | 33 (Forissier) | 32      |
| Ipsos   | 12 au 15 mai 2021 | 1 000 | –               | 29              | 25             | 16             | 30      |
| Ipsos   | 12 au 15 mai 2021 | 1 000 | 28              | –               | 25             | 17             | 30      |

## Corse

### Premier tour
| Sondeur | Date             | Panel | PCF     | EÉLV        | CL       | Rinnovu   | PNC      | FaC     | TdP-LREM | CCB-LR     | RN     | EXD     |
| Sondeur | Date             | Panel | Stefani | Simonpietri | Talamoni | Benedetti | Angelini | Simeoni | Orsucci  | Marcangeli | Filoni | Giacomi |
| ------- | ---------------- | ----- | ------- | ----------- | -------- | --------- | -------- | ------- | -------- | ---------- | ------ | ------- |
| Sondeur | Date             | Panel |         |             |          |           |          |         |          |            |        |         |
| Ipsos   | 2 au 5 juin 2021 | 808   | 5       | 8           | 7        | 7         | 11       | 25      | 9        | 23         | 4      | 1       |

En gras sur fond coloré, la liste arrivée en tête ; en gras, les listes pouvant se qualifier pour le second tour.

## Grand Est

### Premier tour
| Sondeur                        | Date                | Panel | LO   | G.s-LFI    | EÉLV-PS-PCF | UL    | UDMF  | LREM | LREM     | LR-UDI  | LR-UDI    | DLF           | LP            | RN    | RN        | Autres |
| Sondeur                        | Date                | Panel | Fève | Filippetti | Romani      | Meyer | Tyane | Abba | Klinkert | Rottner | Reichardt |               | Philippot     | Joron | Jacobelli | Autres |
| ------------------------------ | ------------------- | ----- | ---- | ---------- | ----------- | ----- | ----- | ---- | -------- | ------- | --------- | ------------- | ------------- | ----- | --------- | ------ |
| Sondeur                        | Date                | Panel |      |            |             |       |       |      |          |         |           |               |               |       |           |        |
| Ipsos                          | 3 au 7 juin 2021    | 1 001 | 2    | 5          | 14          | 4     | 1     | —    | 14       | 27      | —         | —             | 8             | —     | 25        | —      |
| OpinionWay (pour LR)           | 25 au 31 mai 2021   | 2 010 | 1    | 7          | 14          | 2     | 1     | —    | 16       | 28      | —         | —             | 6             | —     | 25        | —      |
| Harris Interactive (pour EÉLV) | 13 au 19 avril 2021 | 1 004 | —    | 10         | 16          | —     | —     | —    | 18       | 24      | —         | —             | 4             | —     | 28        | —      |
| Ifop (pour LR)                 | 4 au 9 février 2021 | 874   | —    | 16         | 10          | —     | —     | 10   | –        | 31      | 1,5       | 3             | 4             | 23    | —         | 1,5    |
| Ifop (pour LR)                 | 4 au 9 février 2021 | 874   | —    | 16         | 10          | —     | —     | 11   | —        | 32      | 1         | 6 (Philippot) | 6 (Philippot) | 22    | –         | 2      |

En gras sur fond coloré, la liste arrivée en tête ; en gras, les listes pouvant se qualifier pour le second tour.

### Second tour
| Sondeur              | Date                | Panel | G.s-LFI         | EÉLV-PS-PCF     | LREM | LREM         | LR-UDI       | RN    | RN        |
| Sondeur              | Date                | Panel | Filippetti      | Romani          | Abba | Klinkert     | Rottner      | Joron | Jacobelli |
| -------------------- | ------------------- | ----- | --------------- | --------------- | ---- | ------------ | ------------ | ----- | --------- |
| Sondeur              | Date                | Panel |                 |                 |      |              |              |       |           |
| Ipsos                | 3 au 7 juin 2021    | 1 001 | —               | 20              | —    | 19           | 29           | —     | 32        |
| OpinionWay (pour LR) | 25 au 31 mai 2021   | 2 010 | —               | 20              | —    | 19           | 31           | —     | 30        |
| OpinionWay (pour LR) | 25 au 31 mai 2021   | 2 010 | 24 (Romani)     | 24 (Romani)     | —    | 45 (Rottner) | 45 (Rottner) | —     | 31        |
| OpinionWay (pour LR) | 25 au 31 mai 2021   | 2 010 | —               | —               | —    | 24           | 39           | —     | 37        |
| Ifop (pour LR)       | 4 au 9 février 2021 | 874   | 24 (Filippetti) | 24 (Filippetti) | 13   | —            | 35           | 28    | —         |
| Ifop (pour LR)       | 4 au 9 février 2021 | 874   | 26 (Filippetti) | 26 (Filippetti) | —    | —            | 45           | 29    | —         |
| Ifop (pour LR)       | 4 au 9 février 2021 | 874   | —               | —               | 20   | —            | 47           | 33    | —         |

## Hauts-de-France

### Premier tour
| Sondeur            | Date               | Panel | Aucun | LO       | EÉLV-PS-LFI-PCF | PACE      | LREM          | LR-UDI   | DLF    | RN-CNIP |
| Sondeur            | Date               | Panel | Aucun | Pecqueur | Delli           | Alexandre | Pietraszewski | Bertrand | Évrard | Chenu   |
| ------------------ | ------------------ | ----- | ----- | -------- | --------------- | --------- | ------------- | -------- | ------ | ------- |
| Sondeur            | Date               | Panel | Aucun |          |                 |           |               |          |        |         |
| OpinionWay         | 14 au 15 juin 2021 | 1 004 | 24    | 2        | 20              | <1        | 11            | 33       | 2      | 32      |
| Elabe              | 4 au 7 juin 2021   | 1 107 | 14    | 2        | 17              | <1        | 11            | 35       | 3      | 32      |
| Ifop               | 2 au 7 juin 2021   | 1 070 | —     | 1        | 20              | 1         | 10            | 34       | 2      | 32      |
| OpinionWay         | 2 au 5 juin 2021   | 1 010 | 21    | 2        | 17              | 1         | 12            | 34       | 3      | 31      |
| BVA                | 26 au 31 mai 2021  | 794   | 24    | 3        | 22              | 1         | 13            | 30       | 3      | 28      |
| Ipsos              | 27 au 29 mai 2021  | 1 000 | 11    | 2        | 17              | 1         | 10            | 36       | 2      | 32      |
| OpinionWay         | 26 au 29 mai 2021  | 1 048 | 24    | 1        | 17              | 2         | 11            | 33       | 4      | 32      |
| Harris Interactive | 20 au 24 mai 2021  | 1 218 | —     | 2        | 19              | 1         | 11            | 35       | 2      | 30      |

#### Autres hypothèses
En gras sur fond coloré, la liste arrivée en tête ; en gras, les listes pouvant se qualifier pour le second tour.

### Second tour

#### Listes déposées
| Sondeur    | Date               | Panel | Aucun | EELV-LFI- PCF-PS | LR-UDI   | RN-CNIP |
| Sondeur    | Date               | Panel |       | Delli            | Bertrand | Chenu   |
| ---------- | ------------------ | ----- | ----- | ---------------- | -------- | ------- |
| Sondeur    | Date               | Panel |       |                  |          |         |
| OpinionWay | 22 au 24 juin 2021 | 1 035 | 22    | 21               | 53       | 26      |

#### Autres hypothèses
| Sondeur            | Date                   | Panel | EELV-LFI-PCF-PS | LREM          | LR-UDI   | RN-CNIP |
| Sondeur            | Date                   | Panel | Delli           | Pietraszewski | Bertrand | Chenu   |
| ------------------ | ---------------------- | ----- | --------------- | ------------- | -------- | ------- |
| Sondeur            | Date                   | Panel |                 |               |          |         |
| OpinionWay         | 14 au 15 juin 2021     | 1 004 | 23              | —             | 43       | 34      |
| OpinionWay         | 14 au 15 juin 2021     | 1 004 | 21              | 10            | 35       | 34      |
| Elabe              | 4 au 7 juin 2021       | 1 107 | 19              | —             | 46       | 35      |
| Elabe              | 4 au 7 juin 2021       | 1 107 | 18              | 11            | 37       | 34      |
| Ifop               | 2 au 7 juin 2021       | 1 070 | 22              | —             | 43       | 35      |
| Ifop               | 2 au 7 juin 2021       | 1 070 | 19              | 11            | 35       | 35      |
| OpinionWay         | 2 au 5 juin 2021       | 1 010 | 19              | —             | 47       | 34      |
| OpinionWay         | 2 au 5 juin 2021       | 1 010 | 17              | 12            | 37       | 34      |
| BVA                | 26 au 31 mai 2021      | 794   | 25              | —             | 42       | 33      |
| BVA                | 26 au 31 mai 2021      | 794   | 24              | 11            | 34       | 31      |
| Ipsos              | 27 au 29 mai 2021      | 1 000 | 21              | —             | 43       | 36      |
| Ipsos              | 27 au 29 mai 2021      | 1 000 | 18              | 11            | 38       | 33      |
| OpinionWay         | 26 au 29 mai 2021      | 1 048 | 21              | —             | 44       | 35      |
| OpinionWay         | 26 au 29 mai 2021      | 1 048 | 19              | 11            | 36       | 34      |
| Harris Interactive | 20 au 24 mai 2021      | 1 218 | 24              | —             | 45       | 31      |
| Harris Interactive | 20 au 24 mai 2021      | 1 218 | 21              | 12            | 37       | 30      |
| Harris Interactive | 20 au 24 mai 2021      | 1 218 | —               | 18            | 48       | 34      |
| Harris Interactive | 20 au 24 mai 2021      | 1 218 | —               | —             | 59       | 41      |
| Ifop               | 17 au 20 mai 2021      | 933   | 22              | —             | 44       | 34      |
| Ifop               | 17 au 20 mai 2021      | 933   | 20              | 12            | 36       | 32      |
| Ipsos              | 29 avril au 3 mai 2021 | 1 000 | 23              | —             | 43       | 34      |
| Ipsos              | 29 avril au 3 mai 2021 | 1 000 | 21              | 10            | 36       | 33      |
| BVA                | 22 au 29 avril 2021    | 805   | 20              | —             | 44       | 36      |
| BVA                | 22 au 29 avril 2021    | 805   | 19              | 11            | 36       | 34      |
| Ifop               | 13 au 18 novembre 2020 | 1 001 | 24              | —             | 42       | 34      |
| Ifop               | 13 au 18 novembre 2020 | 1 001 | 21              | 9             | 37       | 33      |

## Île-de-France

### Premier tour
| Sondeur         | Date                  | Panel | LO      | LFI-PCF | PS     | EÉLV  | REV     | UDMF      | Volt  | LREM-MoDem   | SL-LR    | RN       | DIV  |
| Sondeur         | Date                  | Panel | Arthaud | Autain  | Pulvar | Bayou | Pailhac | Berlingen | Conti | Saint-Martin | Pécresse | Bardella | Brot |
| --------------- | --------------------- | ----- | ------- | ------- | ------ | ----- | ------- | --------- | ----- | ------------ | -------- | -------- | ---- |
| Sondeur         | Date                  | Panel |         |         |        |       |         |           |       |              |          |          |      |
| OpinionWay      | 13 au 14 juin 2021    | 1 092 | 1       | 10      | 10     | 13    | <1      | <1        | <1    | 15           | 34       | 17       | <1   |
| Ifop            | 7 au 11 juin 2021     | 982   | 2       | 11      | 11     | 10    | 1       | 0         | 1     | 13           | 34       | 17       | 0    |
| Ipsos           | 3 au 7 juin 2021      | 1 001 | 2       | 10      | 10     | 12    | 1       | 0,5       | 1     | 11           | 34       | 18       | 0,5  |
| OpinionWay      | 3 au 6 juin 2021      | 1 046 | 1       | 11      | 10     | 12    | <1      | <1        | <1    | 16           | 33       | 17       | <1   |
| BVA             | 31 mai au 6 juin 2021 | 1 241 | 1,5     | 8       | 10     | 12    | 1       | <0,5      | 0,5   | 15           | 33       | 19       | <0,5 |
| Elabe           | 28 au 31 mai 2021     | 1 144 | 1       | 9       | 12     | 10    | <1      | 1         | 1     | 15           | 35       | 16       | <1   |
| OpinionWay      | 27 au 30 mai 2021     | 1 155 | <1      | 10      | 9      | 12    | <1      | <1        | <1    | 16           | 34       | 19       | <1   |
| Ipsos (pour SL) | 24 au 26 mai 2021     | 939   | 2       | 11      | 10     | 12    | 1       | 1         | 1     | 12           | 33       | 17       | <0,5 |

En gras sur fond coloré, la liste arrivée en tête ; en gras, les listes pouvant se qualifier pour le second tour.

### Second tour

#### Listes déposées
| Sondeur    | Date               | Panel | Aucun | EÉLV-PS- LFI-PCF | LREM-MoDem   | SL-LR    | RN       |
| Sondeur    | Date               | Panel |       | Bayou            | Saint-Martin | Pécresse | Bardella |
| ---------- | ------------------ | ----- | ----- | ---------------- | ------------ | -------- | -------- |
| Sondeur    | Date               | Panel |       |                  |              |          |          |
| Ifop       | 22 au 24 juin 2021 | 939   | —     | 31               | 12           | 44       | 13       |
| OpinionWay | 22 au 23 juin 2021 | 1 056 | 26    | 31               | 13           | 43       | 13       |

#### Autres hypothèses
| Sondeur                        | Date                    | Panel | LFI-PCF-EÉLV-PS | LFI-PCF-EÉLV-PS | LFI-PCF-EÉLV-PS | LREM-MoDem | LREM-MoDem   | SL-LR    | RN       |
| Sondeur                        | Date                    | Panel | Autain          | Bayou           | Pulvar          | Blanquer   | Saint-Martin | Pécresse | Bardella |
| ------------------------------ | ----------------------- | ----- | --------------- | --------------- | --------------- | ---------- | ------------ | -------- | -------- |
| Sondeur                        | Date                    | Panel |                 |                 |                 |            |              |          |          |
| OpinionWay                     | 13 au 14 juin 2021      | 1 092 | —               | 27              | —               | —          | 17           | 39       | 17       |
| Ifop                           | 7 au 11 juin 2021       | 982   | —               | —               | 29              | —          | 15           | 37       | 19       |
| Ifop                           | 7 au 11 juin 2021       | 982   | —               | 27              | —               | —          | 15           | 38       | 20       |
| Ifop                           | 7 au 11 juin 2021       | 982   | 27              | —               | —               | —          | 15           | 38       | 20       |
| Ipsos                          | 3 au 7 juin 2021        | 1 001 | —               | 30              | —               | —          | 14           | 37       | 19       |
| Ipsos                          | 3 au 7 juin 2021        | 1 001 | —               | —               | 31              | —          | 13           | 37       | 19       |
| Ipsos                          | 3 au 7 juin 2021        | 1 001 | 30              | —               | —               | —          | 15           | 36       | 19       |
| Ipsos                          | 3 au 7 juin 2021        | 1 001 | —               | 33              | —               | —          | —            | 48       | 19       |
| Ipsos                          | 3 au 7 juin 2021        | 1 001 | —               | —               | 34              | —          | —            | 46       | 20       |
| Ipsos                          | 3 au 7 juin 2021        | 1 001 | 33              | —               | —               | —          | —            | 47       | 20       |
| OpinionWay                     | 3 au 6 juin 2021        | 1 046 | —               | 28              | —               | —          | 18           | 38       | 16       |
| BVA                            | 31 mai au 6 juin 2021   | 1 241 | —               | 25              | —               | —          | 17           | 38       | 20       |
| Elabe                          | 28 au 31 mai 2021       | 1 144 | —               | —               | 29              | —          | 18           | 37       | 16       |
| Elabe                          | 28 au 31 mai 2021       | 1 144 | —               | 26              | —               | —          | 19           | 39       | 16       |
| Elabe                          | 28 au 31 mai 2021       | 1 144 | 26              | —               | —               | —          | 20           | 38       | 16       |
| OpinionWay                     | 27 au 30 mai 2021       | 1 155 | —               | 23              | —               | —          | 20           | 37       | 20       |
| Ipsos (pour SL)                | 24 au 26 mai 2021       | 939   | —               | 31              | —               | —          | 15           | 36       | 18       |
| Ipsos (pour SL)                | 24 au 26 mai 2021       | 939   | —               | 34              | —               | —          | —            | 47       | 19       |
| Ipsos                          | 26 au 27 avril 2021     | 1 000 | —               | —               | 30              | —          | 14           | 36       | 20       |
| Ipsos                          | 26 au 27 avril 2021     | 1 000 | —               | 29              | —               | —          | 15           | 35       | 21       |
| Ipsos                          | 26 au 27 avril 2021     | 1 000 | 29              | —               | —               | —          | 15           | 35       | 21       |
| Ipsos                          | 26 au 27 avril 2021     | 1 000 | —               | —               | 34              | —          | —            | 45       | 21       |
| Ipsos                          | 26 au 27 avril 2021     | 1 000 | —               | 34              | —               | —          | —            | 45       | 21       |
| Ipsos                          | 26 au 27 avril 2021     | 1 000 | 33              | —               | —               | —          | —            | 46       | 21       |
| Ipsos                          | 5 au 7 avril 2021       | 1 000 | —               | —               | 32              | —          | 13           | 36       | 19       |
| Harris Interactive (pour EÉLV) | 30 mars au 6 avril 2021 | 999   | 32              | —               | —               | —          | 19           | 32       | 17       |
| Harris Interactive (pour EÉLV) | 30 mars au 6 avril 2021 | 999   | —               | 33              | —               | —          | 20           | 32       | 15       |
| Harris Interactive (pour EÉLV) | 30 mars au 6 avril 2021 | 999   | —               | —               | 32              | —          | 20           | 33       | 15       |
| BVA                            | 18 au 25 mars 2021      | 1 231 | —               | —               | 28              | —          | 16           | 37       | 19       |
| Ifop (pour SL)                 | 23 au 26 février 2021   | 1 001 | —               | —               | 34              | —          | —            | 47       | 19       |
| Ifop (pour SL)                 | 23 au 26 février 2021   | 1 001 | —               | —               | 31              | —          | 15           | 37       | 17       |
| Ifop (pour le PS)              | 14 au 19 octobre 2020   | 1 101 | —               | —               | 33              | 16         | —            | 37       | 14       |
| Ipsos (pour SL)                | 9 au 12 octobre 2020    | 1 000 | —               | —               | 28              | 16         | —            | 37       | 19       |

## La Réunion

### Premier tour
| Sondeur | Date                  | Panel | LO    | PLR   | Ansanm | EÉLV    | PS-PCR   | DVG      | CREA       | CDF      | OR-LR  | DVD   | RN      |
| Sondeur | Date                  | Panel | Payet | Bello | Hoarau | Marchau | Bareigts | Lebreton | Miranville | de Flore | Robert | Cadet | Rivière |
| ------- | --------------------- | ----- | ----- | ----- | ------ | ------- | -------- | -------- | ---------- | -------- | ------ | ----- | ------- |
| Sondeur | Date                  | Panel |       |       |        |         |          |          |            |          |        |       |         |
| Sagis   | 29 mai au 4 juin 2021 | 500   | 0,5   | 22,5  | 7      | 2       | 23,5     | 8        | 8,5        | 0,5      | 24     | 2     | 1,5     |

En gras sur fond coloré, la liste arrivée en tête ; en gras, les listes pouvant se qualifier pour le second tour.

## Normandie

### Premier tour
| Sondeur                | Date                  | Panel | LO        | PCF-LFI | PS-EÉLV   | TdP-LREM   | MR      | LC-LR | RN  |
| Sondeur                | Date                  | Panel | Le Manach | Jumel   | Boulanger | Bonnaterre | Kerbarh | Morin | Bay |
| ---------------------- | --------------------- | ----- | --------- | ------- | --------- | ---------- | ------- | ----- | --- |
| Sondeur                | Date                  | Panel |           |         |           |            |         |       |     |
| Ifop (pour le PS)      | 11 au 16 juin 2021    | 903   | 2,5       | 7       | 19        | 12         | 0,5     | 30    | 29  |
| OpinionWay (pour LREM) | 10 au 13 juin 2021    | 1 024 | 2         | 8       | 16        | 15         | 1       | 30    | 28  |
| Ipsos                  | 3 au 7 juin 2021      | 1 000 | 2         | 10      | 16        | 11         | 1       | 32    | 28  |
| Elabe                  | 31 mai au 5 juin 2021 | 1 005 | 2         | 10      | 16        | 13         | 1       | 31    | 27  |

En gras sur fond coloré, la liste arrivée en tête ; en gras, les listes pouvant se qualifier pour le second tour.

### Second tour
| Sondeur                 | Date                  | Panel | PCF-LFI-EÉLV-PS | PCF-LFI-EÉLV-PS | TdP-LREM | TdP-LREM   | LC-LR      | RN  |
| Sondeur                 | Date                  | Panel | Jumel           | Boulanger       | Travert  | Bonnaterre | Morin      | Bay |
| ----------------------- | --------------------- | ----- | --------------- | --------------- | -------- | ---------- | ---------- | --- |
| Sondeur                 | Date                  | Panel |                 |                 |          |            |            |     |
| Ifop (pour le PS)       | 11 au 16 juin 2021    | 903   | —               | 24              | —        | 13         | 33         | 30  |
| OpinionWay (pour LREM)  | 10 au 13 juin 2021    | 1 024 | —               | 24              | —        | 17         | 31         | 28  |
| Ipsos                   | 3 au 7 juin 2021      | 1 000 | —               | 26              | —        | 13         | 32         | 29  |
| Elabe                   | 31 mai au 5 juin 2021 | 1 005 | —               | 27              | —        | 15         | 31         | 27  |
| Elabe                   | 31 mai au 5 juin 2021 | 1 005 | —               | 30              | —        | —          | 42         | 28  |
| Elabe                   | 31 mai au 5 juin 2021 | 1 005 | 27              | —               | —        | 15         | 31         | 27  |
| Elabe                   | 31 mai au 5 juin 2021 | 1 005 | 31              | —               | —        | —          | 41         | 28  |
| OpinionWay (pour LREM)  | 8 au 14 avril 2021    | 1 002 | —               | 23              | —        | 22         | 30         | 25  |
| Ifop                    | 8 au 14 avril 2021    | 905   | —               | 25              | —        | 12         | 35         | 28  |
| Ifop                    | 8 au 14 avril 2021    | 905   | —               | 29              | —        | 42 (Morin) | 42 (Morin) | 29  |
| Ifop (pour le PCF)      | 4 au 9 mars 2021      | 909   | 30              | —               | —        | 43 (Morin) | 43 (Morin) | 27  |
| OpinionWay (pour le PS) | 14 au 19 octobre 2020 | 1 016 | —               | 26              | 18       | —          | 29         | 27  |

## Nouvelle-Aquitaine

### Premier tour
| Sondeur | Date                   | Panel | LO      | LFI-NPA | EÉLV    | PS-PCF  | MoDem-LREM-UDI | LR      | LMR-RES  | RN   |
| Sondeur | Date                   | Panel | Perchet | Guetté  | Thierry | Rousset | Darrieussecq   | Florian | Puyjalon | Diaz |
| ------- | ---------------------- | ----- | ------- | ------- | ------- | ------- | -------------- | ------- | -------- | ---- |
| Sondeur | Date                   | Panel |         |         |         |         |                |         |          |      |
| Ifop    | 2 au 7 juin 2021       | 1 018 | 1       | 4       | 11      | 25      | 19             | 15      | 2        | 23   |
| Ipsos   | 3 au 7 juin 2021       | 1 000 | 2       | 4       | 9       | 25      | 17             | 12      | 4        | 27   |
| Ifop    | 26 au 31 mai 2021      | 1 000 | 1       | 5       | 11      | 24      | 19             | 14      | 3        | 23   |
| Ipsos   | 30 avril au 4 mai 2021 | 1 000 | 1       | 5       | 10      | 25      | 19             | 14      | 2        | 24   |

En gras sur fond coloré, la liste arrivée en tête ; en gras, les listes pouvant se qualifier pour le second tour.

### Second tour
| Sondeur                        | Date                    | Panel | EÉLV-LFI-PCF-PS | EÉLV-LFI-PCF-PS | MoDem-LREM-UDI    | LR                | RN   |
| Sondeur                        | Date                    | Panel | Thierry         | Rousset         | Darrieussecq      | Florian           | Diaz |
| ------------------------------ | ----------------------- | ----- | --------------- | --------------- | ----------------- | ----------------- | ---- |
| Sondeur                        | Date                    | Panel |                 |                 |                   |                   |      |
| Ipsos                          | 3 au 7 juin 2021        | 1 000 | —               | 36              | 21                | 15                | 28   |
| Ifop                           | 26 au 31 mai 2021       | 1 000 | —               | 37              | 22                | 17                | 24   |
| Ifop                           | 26 au 31 mai 2021       | 1 000 | —               | 42              | 30 (Darrieussecq) | 30 (Darrieussecq) | 28   |
| Ipsos                          | 30 avril au 4 mai 2021  | 1 000 | —               | 37              | 21                | 16                | 26   |
| Harris interactive (pour EELV) | 11 au 18 septembre 2020 | 1 055 | 39              | –               | 35 (Darrieussecq) | 35 (Darrieussecq) | 26   |

## Occitanie

### Premier tour
| Sondeur | Date              | Panel | LO     | LFI-NPA | EÉLV    | PS-PCF | OPN-RES | LREM-MoDem    | LR-UDI | LDP-RN  | DIV           |
| Sondeur | Date              | Panel | Adrada | Martin  | Maurice | Delga  | Davezac | Terrail-Novès | Pradié | Garraud | Le Boursicaud |
| ------- | ----------------- | ----- | ------ | ------- | ------- | ------ | ------- | ------------- | ------ | ------- | ------------- |
| Sondeur | Date              | Panel |        |         |         |        |         |               |        |         |               |
| Ifop    | 7 au 11 juin 2021 | 998   | 1      | 4,5     | 10      | 29     | 1,5     | 11            | 12     | 31      | <0,5          |
| Ipsos   | 3 au 7 juin 2021  | 1 000 | 2      | 4       | 8       | 30     | 0,5     | 11            | 11     | 33      | 0,5           |
| Ifop    | 21 au 27 mai 2021 | 1 003 | 0      | 6       | 10      | 26     | 0       | 13            | 14     | 30      | 1             |

En gras sur fond coloré, la liste arrivée en tête ; en gras, les listes pouvant se qualifier pour le second tour.

### Second tour
| Sondeur        | Date                        | Panel | LFI          | EÉLV         | PS-PCF     | LREM-MoDem    | LR-UDI      | LR-UDI      | LDP-RN  | LDP-RN  |
| Sondeur        | Date                        | Panel | Martin       | Maurice      | Delga      | Terrail-Novès | Viala       | Pradié      | Garraud | Sanchez |
| -------------- | --------------------------- | ----- | ------------ | ------------ | ---------- | ------------- | ----------- | ----------- | ------- | ------- |
| Sondeur        | Date                        | Panel |              |              |            |               |             |             |         |         |
| Ifop           | 7 au 11 juin 2021           | 998   | 40 (Delga)   | 40 (Delga)   | 40 (Delga) | 14            | —           | 14          | 32      | —       |
| Ifop           | 7 au 11 juin 2021           | 998   | 44 (Delga)   | 44 (Delga)   | 44 (Delga) | —             | —           | 22          | 34      | —       |
| Ipsos          | 3 au 7 juin 2021            | 1 000 | —            | 41 (Delga)   | 41 (Delga) | 13            | —           | 12          | 34      | —       |
| Ifop           | 21 au 27 mai 2021           | 1 003 | —            | 37 (Delga)   | 37 (Delga) | 17            | —           | 16          | 30      | —       |
| Ifop           | 21 au 27 mai 2021           | 1 003 | 37 (Delga)   | 37 (Delga)   | 37 (Delga) | 16            | —           | 16          | 31      | —       |
| Ifop           | 21 au 27 mai 2021           | 1 003 | 40 (Delga)   | 40 (Delga)   | 40 (Delga) | —             | —           | 26          | 34      | —       |
| Ifop (pour LR) | 23 février au 1er mars 2021 | 1 013 | —            | 48 (Delga)   | 48 (Delga) | 23 (Pradié)   | 23 (Pradié) | 23 (Pradié) | 29      | —       |
| Ifop (pour LR) | 23 février au 1er mars 2021 | 1 013 | —            | 43 (Delga)   | 43 (Delga) | 11            | —           | 17          | 29      | —       |
| Ifop (pour LR) | 23 février au 1er mars 2021 | 1 013 | 13 (Maurice) | 13 (Maurice) | 33         | 11            | —           | 17          | 26      | —       |
| Ifop           | 4 au 9 septembre 2020       | 907   | —            | —            | 41         | —             | —           | 27          | —       | 32      |
| Ifop           | 4 au 9 septembre 2020       | 907   | —            | 43 (Delga)   | 43 (Delga) | 24 (Viala)    | 24 (Viala)  | —           | —       | 33      |

## Pays de la Loire

### Premier tour
| Sondeur                | Date                  | Panel | LO        | LFI           | EÉLV          | PS-PCF        | LREM | LR-UDI    | DLF   | PL-RN | DIV       |
| Sondeur                | Date                  | Panel | Le Beller | Tavel         | Orphelin      | Garot         | Rugy | Morançais | Bayle | Juvin | Rigaudeau |
| ---------------------- | --------------------- | ----- | --------- | ------------- | ------------- | ------------- | ---- | --------- | ----- | ----- | --------- |
| Sondeur                | Date                  | Panel |           |               |               |               |      |           |       |       |           |
| Ipsos                  | 3 au 7 juin 2021      | 1 001 | 2         | 19 (Orphelin) | 19 (Orphelin) | 14            | 19   | 25        | 4     | 17    | <0,5      |
| OpinionWay (pour EÉLV) | 25 au 30 mai 2021     | 1 055 | 1         | 17 (Orphelin) | 17 (Orphelin) | 14            | 17   | 26        | 3     | 21    | 1         |
| OpinionWay (pour EÉLV) | 14 au 18 janvier 2021 | 1 009 | —         | 6             | 15            | 13            | 24   | 24        | 2     | 16    | —         |
| OpinionWay (pour EÉLV) | 14 au 18 janvier 2021 | 1 009 | —         | 29 (Orphelin) | 29 (Orphelin) | 29 (Orphelin) | 25   | 24        | 3     | 19    | —         |

### Second tour
| Sondeur | Date             | Panel | EÉLV-PS-PCF-LFI | EÉLV-PS-PCF-LFI | LREM | LR-UDI    | PL-RN |
| Sondeur | Date             | Panel | Orphelin        | Garot           | Rugy | Morançais | Juvin |
| ------- | ---------------- | ----- | --------------- | --------------- | ---- | --------- | ----- |
| Sondeur | Date             | Panel |                 |                 |      |           |       |
| Ipsos   | 3 au 7 juin 2021 | 1001  | 32              | —               | 23   | 25        | 20    |
| Ipsos   | 3 au 7 juin 2021 | 1001  | —               | 32              | 22   | 25        | 21    |

## Provence-Alpes-Côte d'Azur

### Premier tour
| Sondeur    | Date               | Panel | Aucun | LO     | EÉLV-PS-PCF | CÉ          | POC      | LR-LREM-UDI | DLF      | LDP-RN  | LS      | DIV      |
| Sondeur    | Date               | Panel | Aucun | Bonnet | Felizia     | Governatori | Guerrera | Muselier    | Chuisano | Mariani | Laupies | Vincenzi |
| ---------- | ------------------ | ----- | ----- | ------ | ----------- | ----------- | -------- | ----------- | -------- | ------- | ------- | -------- |
| Sondeur    | Date               | Panel | Aucun |        |             |             |          |             |          |         |         |          |
| OpinionWay | 15 au 17 juin 2021 | 1 050 | 21    | 1      | 16          | 3           | 2        | 33          | 2        | 43      | <1      | <1       |
| BVA        | 9 au 14 juin 2021  | 813   | 15    | 1      | 16          | 3           | 0,5      | 33          | 3,5      | 42      | 1       | <0,5     |
| Ifop       | 10 au 14 juin 2021 | 960   | 28    | 1      | 17          | 3           | 0,5      | 34          | 3        | 41      | 0,5     | 0        |
| OpinionWay | 7 au 10 juin 2021  | 1 067 | 23    | 1      | 17          | 3           | 1        | 32          | 2        | 43      | 1       | <1       |
| Ipsos      | 3 au 7 juin 2021   | 1 000 | 9     | 2      | 15          | 3           | 1        | 34          | 2        | 41      | 1       | 1        |
| OpinionWay | 1 au 3 juin 2021   | 1 004 | 27    | 1      | 16          | 4           | <1       | 32          | 4        | 42      | 1       | <1       |
| Ifop       | 26 au 31 mai 2021  | 1 006 | —     | 1,5    | 15          | 4           | 0,5      | 35          | 4        | 39      | 1       | 0        |
| Elabe      | 21 au 26 mai 2021  | 1 003 | 13    | 2      | 12          | 6           | <0,5     | 33          | 2        | 43      | 2       | <0,5     |

En gras sur fond coloré, la liste arrivée en tête ; en gras, les listes pouvant se qualifier pour le second tour.

### Second tour

#### Listes déposées
| Sondeur    | Date               | Panel | Aucun | LR-LREM-Modem-UDI | LDP-RN-PL-LAF |
| Sondeur    | Date               | Panel | Aucun | Muselier          | Mariani       |
| ---------- | ------------------ | ----- | ----- | ----------------- | ------------- |
| Sondeur    | Date               | Panel | Aucun |                   |               |
| OpinionWay | 22 au 23 juin 2021 | 967   | 31    | 50                | 50            |
| Ifop       | 21 au 23 juin 2021 | 919   | —     | 51                | 49            |

#### Autres hypothèses
| Sondeur    | Date                  | Panel | Aucun | LFI         | LFI           | PS-PCF        | EÉLV          | EÉLV          | EÉLV          | LREM          | LR-UDI        | LDP-RN   | LDP-RN  |
| Sondeur    | Date                  | Panel | Aucun | Camard      | Mesure        | Fortin        | Rivasi        | Felizia       | Dubuquoy      | Cluzel        | Muselier      | Rachline | Mariani |
| ---------- | --------------------- | ----- | ----- | ----------- | ------------- | ------------- | ------------- | ------------- | ------------- | ------------- | ------------- | -------- | ------- |
| Sondeur    | Date                  | Panel | Aucun |             |               |               |               |               |               |               |               |          |         |
| OpinionWay | 15 au 17 juin 2021    | 1 050 | 32    | —           | —             | —             | —             | —             | —             | 47 (Muselier) | 47 (Muselier) | —        | 53      |
| OpinionWay | 15 au 17 juin 2021    | 1 050 | 23    | —           | —             | 19 (Felizia)  | 19 (Felizia)  | 19 (Felizia)  | —             | 34 (Muselier) | 34 (Muselier) | —        | 47      |
| BVA        | 9 au 14 juin 2021     | 813   | 16    | —           | —             | —             | —             | —             | —             | 48 (Muselier) | 48 (Muselier) | —        | 52      |
| BVA        | 9 au 14 juin 2021     | 813   | 24    | —           | —             | 18 (Felizia)  | 18 (Felizia)  | 18 (Felizia)  | —             | 36 (Muselier) | 36 (Muselier) | —        | 46      |
| Ifop       | 10 au 14 juin 2021    | 960   | —     | —           | —             | —             | —             | —             | —             | 49 (Muselier) | 49 (Muselier) | —        | 51      |
| Ifop       | 10 au 14 juin 2021    | 960   | —     | —           | —             | 20 (Felizia)  | 20 (Felizia)  | 20 (Felizia)  | —             | 36 (Muselier) | 36 (Muselier) | —        | 44      |
| OpinionWay | 7 au 10 juin 2021     | 1 067 | 34    | —           | —             | —             | —             | —             | —             | 48 (Muselier) | 48 (Muselier) | —        | 52      |
| OpinionWay | 7 au 10 juin 2021     | 1 067 | 25    | —           | —             | 21 (Felizia)  | 21 (Felizia)  | 21 (Felizia)  | —             | 33 (Muselier) | 33 (Muselier) | —        | 46      |
| Ipsos      | 3 au 7 juin 2021      | 1 000 | 19    | —           | —             | —             | —             | —             | —             | 49 (Muselier) | 49 (Muselier) | —        | 51      |
| Ipsos      | 3 au 7 juin 2021      | 1 000 | 9     | —           | —             | 21 (Felizia)  | 21 (Felizia)  | 21 (Felizia)  | —             | 36 (Muselier) | 36 (Muselier) | —        | 43      |
| OpinionWay | 31 mai au 3 juin 2021 | 1 004 | 36    | —           | —             | —             | —             | —             | —             | 48 (Muselier) | 48 (Muselier) | —        | 52      |
| OpinionWay | 31 mai au 3 juin 2021 | 1 004 | 26    | —           | —             | 21 (Felizia)  | 21 (Felizia)  | 21 (Felizia)  | —             | 34 (Muselier) | 34 (Muselier) | —        | 45      |
| Ifop       | 26 au 31 mai 2021     | 1 006 | —     | —           | —             | —             | —             | —             | —             | 51 (Muselier) | 51 (Muselier) | —        | 49      |
| Ifop       | 26 au 31 mai 2021     | 1 006 | —     | —           | —             | 19 (Felizia)  | 19 (Felizia)  | 19 (Felizia)  | —             | 38 (Muselier) | 38 (Muselier) | —        | 43      |
| Elabe      | 21 au 26 mai 2021     | 1 133 | 13    | —           | —             | —             | —             | —             | —             | 50 (Muselier) | 50 (Muselier) | —        | 50      |
| Elabe      | 21 au 26 mai 2021     | 1 133 | 12    | —           | —             | 18 (Felizia)  | 18 (Felizia)  | 18 (Felizia)  | —             | 37 (Muselier) | 37 (Muselier) | —        | 45      |
| Ipsos      | 8 au 10 mai 2021      | 1 000 | —     | —           | —             | 24 (Felizia)  | 24 (Felizia)  | 24 (Felizia)  | —             | 36 (Muselier) | 36 (Muselier) | —        | 40      |
| Ipsos      | 8 au 10 mai 2021      | 1 000 | —     | —           | —             | 25 (Felizia)  | 25 (Felizia)  | 25 (Felizia)  | —             | —             | 35            | —        | 40      |
| Ipsos      | 8 au 10 mai 2021      | 1 000 | —     | —           | —             | 21 (Felizia)  | 21 (Felizia)  | 21 (Felizia)  | —             | 16            | 25            | —        | 38      |
| Ifop       | 6 au 10 mai 2021      | 954   | —     | —           | —             | 20 (Felizia)  | 20 (Felizia)  | 20 (Felizia)  | —             | 39 (Muselier) | 39 (Muselier) | —        | 41      |
| Ifop       | 6 au 9 avril 2021     | 914   | —     | —           | 24 (Felizia)  | 24 (Felizia)  | 24 (Felizia)  | 24 (Felizia)  | —             | 39 (Muselier) | 39 (Muselier) | —        | 37      |
| Ifop       | 3 au 9 décembre 2020  | 905   | —     | —           | 23 (Dubuquoy) | 23 (Dubuquoy) | 23 (Dubuquoy) | 23 (Dubuquoy) | 23 (Dubuquoy) | 40 (Muselier) | 40 (Muselier) | —        | 37      |
| Ifop       | 3 au 9 décembre 2020  | 905   | —     | —           | 15 (Fortin)   | 15 (Fortin)   | —             | –             | 14            | 37 (Muselier) | 37 (Muselier) | —        | 34      |
| Ifop       | 25 au 31 août 2020    | 1 006 | —     | 27 (Camard) | 27 (Camard)   | 27 (Camard)   | 27 (Camard)   | —             | —             | 40 (Muselier) | 40 (Muselier) | 33       | —       |
| Ifop       | 25 au 31 août 2020    | 1 006 | —     | 16 (Camard) | 16 (Camard)   | 16 (Camard)   | 15            | —             | —             | 37 (Muselier) | 37 (Muselier) | 32       | —       |